# Gilda Love
Gilda Love, nombre artístico de Eduardo Enrique Gustavo Francisco (Cádiz, 20 de agosto de 1921), es una drag queen y transformista española. Actualmente es la drag queen más longeva del país con 104 años.

## Vida y carrera
Eduardo nació en Cádiz el 20 de agosto de 1921, formando parte de una familia numerosa, dado que su madre tuvo un total de 20 hijos, de los cuales sobrevivieron 16. Desde muy temprana edad, incluso con dos años, comenzó a sufrir una enorme violencia homófoba y todo tipo de torturas a raíz de su condición sexual, llegando incluso a prenderle fuego.Es prima de la vedette trans Sandra Salomé.
A la edad de 17 años se alistó en el ejército como paracaidista, donde sirvió durante tres años. Tras realizar el servicio militar obligatorio abandonó su hogar huyendo de la violencia. Tras un breve periodo de tiempo como legionario Eduardo abandonó España para mudarse a Marsella, Francia y después a París. Allí conoció a varias de las pioneras trans francesas como Bambi o Capucine.
Eduardo actuó por primera vez como Gilda Love en el Madame Arthur, en París. Rápidamente comenzó a actuar con su nombre artístico en diversos cabarets en la década de 1960 y a lo largo de su carrera actuó y compartió camerino durante años con la cupletista Carmen de Mairena.
En 2022 protagonizó la película documental Cantando en las azoteas, dirigida por Enric Ribes, y cuyo título proviene de los versos escritos por Federico García Lorca en su poema Canción del mariquita. El documental está basado en un cortometraje del mismo nombre que la propia Gilda Love produjo en 2017.